# Textverarbeitung

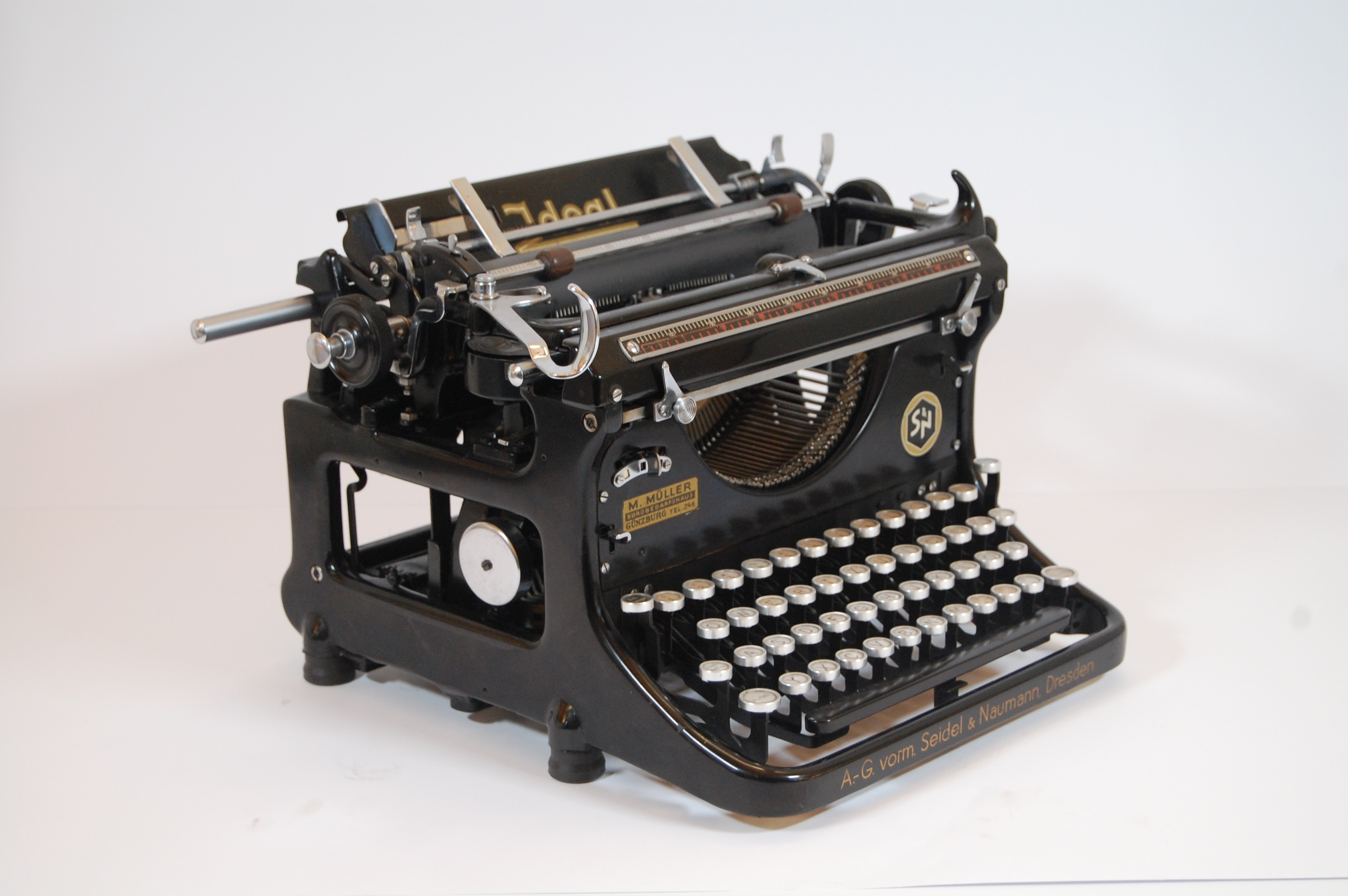
Handbetriebene Typenhebelschreibmaschine, 1930er-Jahre

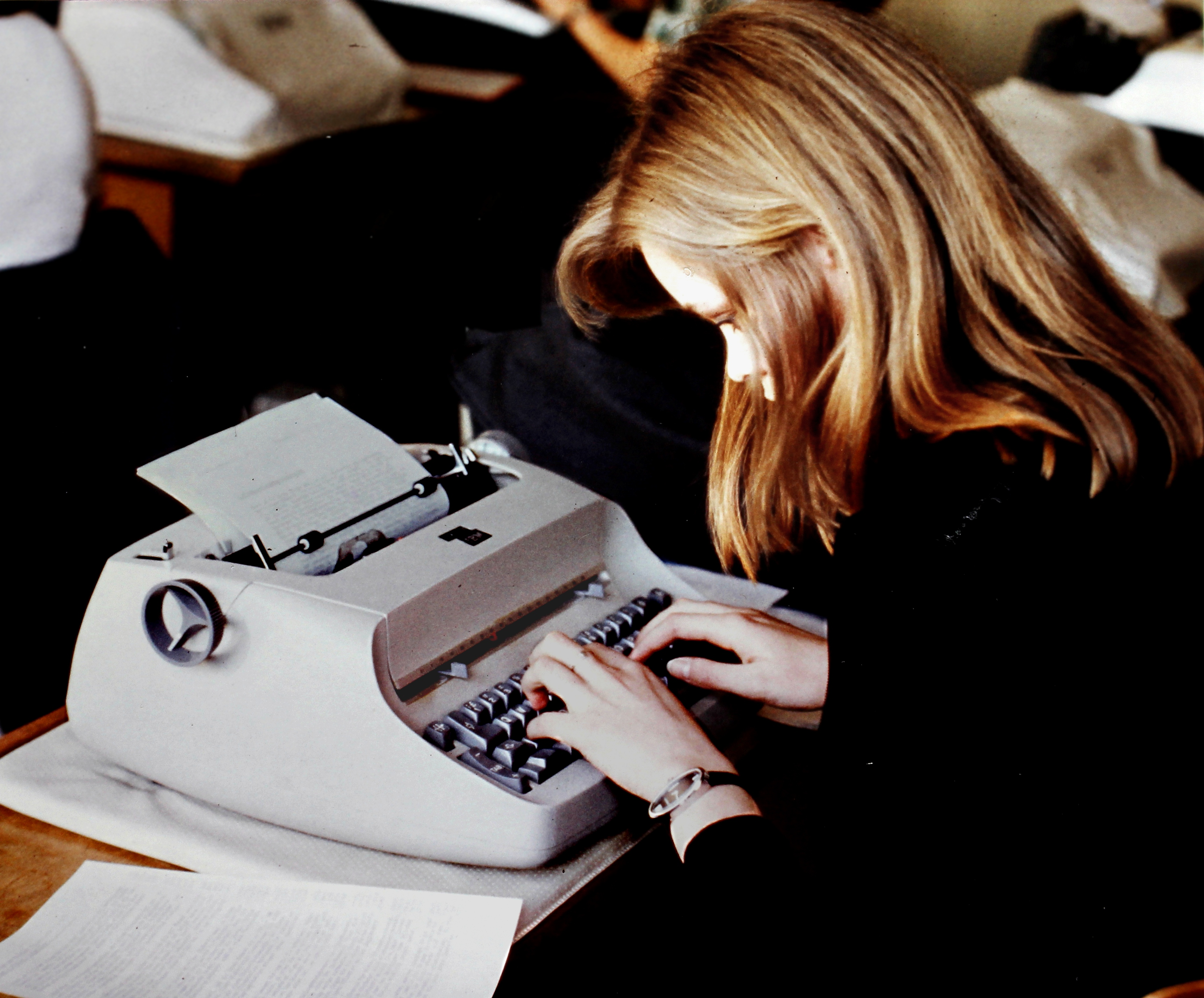
Schreibtraining mit der IBM 72, seit 1962 auf dem Markt

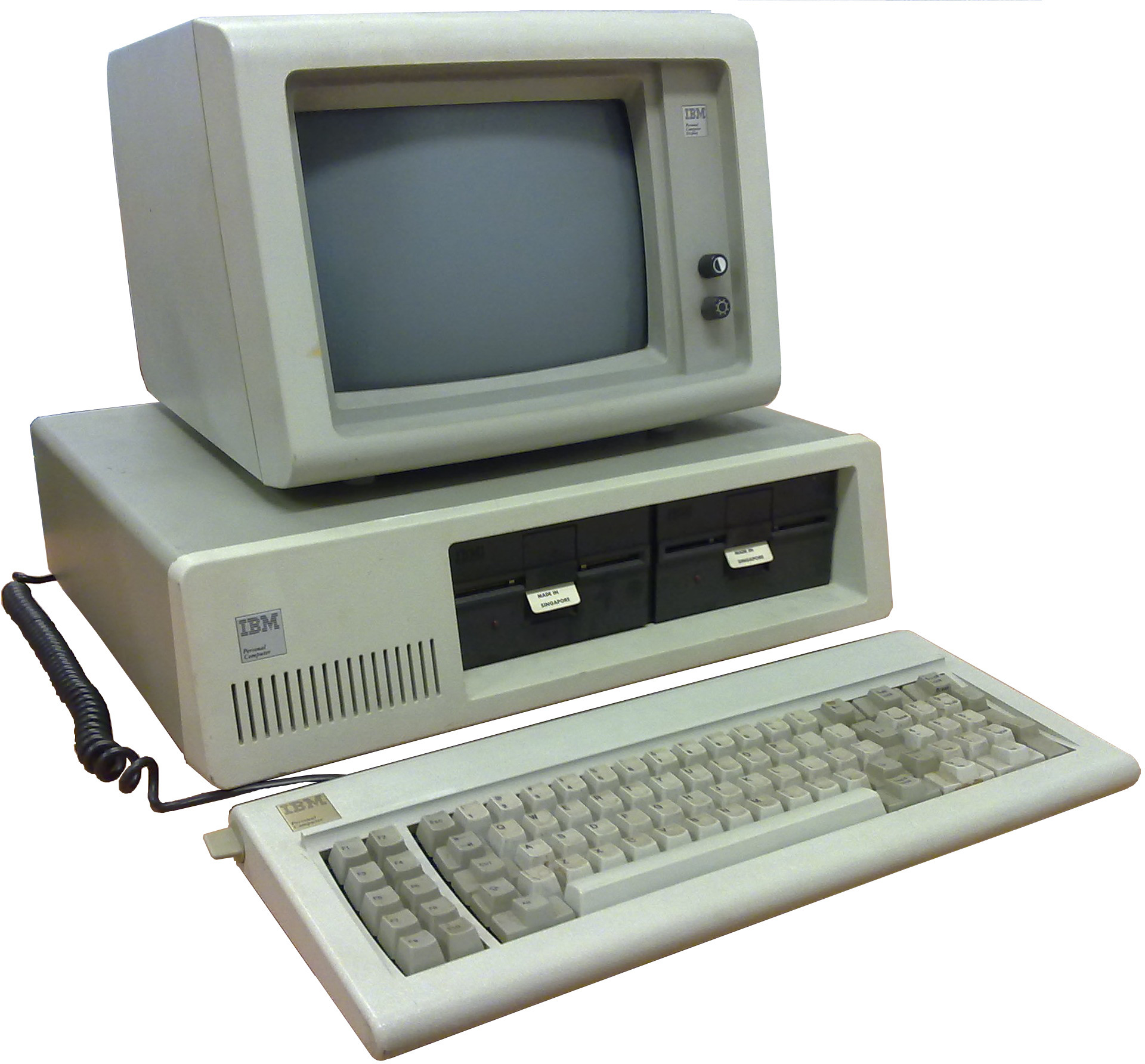
IBM PC 5150, 1981

Textverarbeitung ist die Erstellung und Bearbeitung von schriftlichen Texten mithilfe von organisatorischen und technischen Mitteln.

## Geschichte

### Schreibautomat
Ein Vorläufer der Textverarbeitungsprogramme ist der Schreib- oder Korrespondenzautomat mit mindestens einer Lese- und einer Schreibeinheit für die Verarbeitung von Lochstreifen. Insbesondere die Erstellung von Serienbriefen mit getrennten Lochstreifen für das Textdokument und für die Adressdaten (Gerät mit zwei Leseeinheiten) ist ein Anwendungsbeispiel dieser Geräte.

### TerminusTextverarbeitung
Der Ausdruck Textverarbeitung wurde in den 1960er-Jahren von dem deutschen IBM-Manager Ulrich Steinhilper auf Deutsch geprägt und dann IBM-intern als Word Processing (Wortverarbeitung) ins Englische übersetzt. IBM hatte 1964 die MT/ST (Magnetic Tape/Selectric Typewriter) auf den Markt gebracht, in Europa unter dem Namen MT 72. Das Gerät bestand aus einer Kugelkopfschreibmaschine mit einem extern angeschlossenen Magnetband-Speicher. Die MT/ST war der erste Apparat, der unter dem Begriff Textverarbeitung bzw. Word Processing vermarktet wurde.

### Nutzung
Die Computersysteme der 1960er-Jahre befanden sich überwiegend in größeren Unternehmen oder Institutionen, Textverarbeitung diente dort dem Schriftverkehr.
1971 lieferte die von Evelyn Berezin 1969 gegründete Redactron Corporation die Data Secretary aus, das erste computergesteuerte Textverarbeitungssystem.
Später wurde die Textverarbeitung durch die direkte Bildschirmausgabe erleichtert. Als Speichermedium kamen nun Disketten zum Einsatz, wie beispielsweise beim Text-System CPT 8515, einem Computer, der 1981, zum damaligen Gerätepreis von über 32.000 DM (ohne Diskettenlaufwerk) eine mechanische Schreibmaschine imitierte.
Durch die Verbreitung des universell nutzbaren Personal Computers (PC) dank sinkender Anschaffungskosten zu Beginn der 1980er wurden die Möglichkeiten der Textverarbeitung für weite Bevölkerungskreise zugänglich.

### Schreiben
Bis ins 20. Jahrhundert war es üblich, Texte mit der Hand zu schreiben – daher auch der Begriff Manuskript. Das änderte sich jedoch allmählich, als im 19. Jahrhundert die ersten praktisch verwendbaren Schreibmaschinen auf den Markt gekommen waren. Nach und nach setzte sich die Schreibmaschinenschrift gegenüber der Handschrift durch. Nachfolgend die Vorteile gegenüber der Handschrift:
- Klareres Schriftbild
- Normierte Zeichengrößen
- Schnelleres Schreiben

Vor allem im Bürobereich fanden Schreibmaschinen deshalb große Verbreitung. Das hatte großen Einfluss auf die Arbeitswelt: Die bis dahin oft gebräuchlichen Stehpulte wurden durch Schreibtische abgelöst, das Schreiben von einer stehenden zu einer sitzenden Tätigkeit. Dieser Prozess lief parallel zu anderen Entwicklungen in der Mechanisierung der Büroarbeit (Einführung von Rechenmaschinen, Hollerithmaschine und Telefon).
In Verbindung mit der elektromechanischen Schreibmaschine entstanden ab Mitte der 1950er-Jahre Schreibautomaten, die sich manuell bedienen ließen oder aber gespeicherte Texte schrieben. In der Ausführung als Korrespondenzautomaten konnten sogenannte Textbausteine nach einem Texthandbuch ausgewählt und zu individuellen Texten zusammengefügt werden. Die Nummer des Textbausteins wurde unter anderem entweder über einen Tastenselektor oder über die Schreibmaschinentastatur eingegeben, um die entsprechende Stelle im Informationsträger bzw. Speicherelement anzusteuern. Informationsträger waren unter anderem Lochstreifen, wie sie ähnlich auch zur Steuerung von Fernschreibern genutzt wurden, Lochkarten, Magnetbänder und Magnetkarten. Maschinen, die nur Serienbriefe automatisch schrieben, aber keine Selektionsmöglichkeit boten, gab es schon früher, zum Beispiel 1912 von Hooven in Cincinnati im Bundesstaat Ohio in den USA. Die Korrespondenzautomaten von IBM mit der Kugelkopfschreibmaschine als Schreibeinheit erreichten eine Schreibgeschwindigkeit von etwa 800 bis 900 Anschlägen pro Minute.
Mit Aufkommen von Mikroelektronik und Computern entstanden Systeme, die statt Lochstreifen Magnetbänder oder Disketten verwendeten. Bildschirme kamen zum Einsatz, ebenso wie Typenraddrucker und Tintenstrahldrucker. Diese Geräte waren in vielen Belangen speziell an die Textverarbeitung angepasst, etwa im Bildschirmformat. Ein Beispiel ist der CPT 8515.
Als Alternative hierzu entstanden Schreibmaschinen mit erweiterten Fähigkeiten, Löschautomatik, Zeilenkorrektur vor Ausdruck, Speicher für Textbausteine, Textablage auf Disketten usw.
Mit der zunehmenden Verbreitung des Personal Computers (PC) in den 1980er und 1990er Jahren verschwanden solche Systeme jedoch vom Markt.
- PCs waren universell einsetzbar und nicht nur auf Textverarbeitung beschränkt, bei zunehmend günstigerem Preis-Leistungs-Verhältnis zugunsten des PCs.
- Die Fähigkeiten von Textverarbeitungen erforderten zunehmend vollwertige Computer, vor allem nach dem Aufkommen grafischer Benutzeroberflächen.

Seit Einführung des PC hat sich der Bereich der Textverarbeitung rasant entwickelt. Das heutige Ergebnis sind Programme, bei denen der reine Textverarbeitungsteil programmiertechnisch wohl noch den geringsten Aufwand erforderte. Vielmehr wurden sie angereichert mit Funktionen, die zuvor einzeln von anderen Programmen und oft auch anderen Herstellern bezogen werden mussten. Heutige Textverarbeitungsprogramme integrieren die reine Texterfassung mit den Möglichkeiten der Grafikeinbindung, Tabellenerstellung, Formelgenerierung oder der Präsentationsgrafik. Nicht selten kommen sie dabei den Fähigkeiten von Desktop-Publishing-Programmen sehr nahe.
Die Einführung der grafischen Benutzeroberflächen wie die des Apple Macintosh 1984 und später Windows ermöglichte erst den Schritt in diese Richtung, verhalf sie doch den Programmen, auf Techniken wie dem Datenaustausch über eine zentrale Zwischenablage, dem dynamischen Datenaustausch oder dem Objekt-verbinden-und-einbetten zurückzugreifen. Die Möglichkeit, den Text gemäß dem Prinzip WYSIWYG (engl. What You See Is What You Get) bereits auf dem Bildschirm so präsentiert zu bekommen, wie er auch später ausgedruckt erscheint (Druckdarstellung im Layout), war zwar schon 1973 auf dem Xerox Alto gegeben, erreichte aber keine kommerzielle Bedeutung.
Ein spezieller Vorläufer heutiger Textverarbeitungsprogramme waren elektrische Schreibmaschinen (Beispiel: Brother-Textsysteme), die das Verarbeiten eines erstellten Textes ermöglichen, bevor er gedruckt wird. Diese Schreibmaschinen besaßen eine Textanzeige (Flüssigkristallanzeige oder Bildschirm), die eine Kontrolle der Bearbeitungsschritte ermöglicht. Ein Grenzfall der Textverarbeitung (bei der bereits die einfache Reproduktion oder das Korrigieren von Rechtschreibfehlern als Textbearbeitung begriffen wird) ist auch das direkte Schreiben und Korrigieren von Texten mit einer Schreibmaschine auf Papier, das sowohl die Erstellung als auch eine eingeschränkte Nachbearbeitung des Textes (mit Korrekturbändern) ermöglicht und eventuell zusätzlich gespeichert werden kann, um spätere Ausdrucke zu ermöglichen.

### Text- und ASCII-Editoren
Die ersten Textverarbeitungsprogramme, treffender bezeichnet als „Texterfassungsprogramme“, waren einfache Texteditoren, die sich aus dem Zeichenvorrat nicht genormter Zeichensätze bedienten. Somit waren nicht nur die Editoren an den zugehörigen Computer (bzw. das zugehörige Betriebssystem) gebunden, sondern auch die darauf erstellten Texte, die bei Bedarf erst für andere Computersysteme in andere Zeichensätze konvertiert werden mussten.
Erst mit der Einführung genormter Zeichensätze kann man von ASCII-Editoren sprechen, die sich aus dem Zeichenvorrat der standardisierten ASCII-Tabelle bedienen. Damit wurden auch die Editierprogramme selbst grundlegend kompatibel zu gleichartiger Hardware unter den meisten gängigen Betriebssystemen.
Bei ASCII handelt es sich um eine festgelegte Tabelle von Zeichen, systemübergreifend meist die erste Hälfte ohne das erste von acht Bits, das heißt 126 Standardzeichen. Aufgeführt werden die Buchstaben des englischen Alphabets, die zehn Dezimalziffern, einige weitere Standardzeichen (wie Satzzeichen, Operatoren, aber keine Sonderzeichen anderer Sprachen) sowie Steuerzeichen, die den Datenaustausch zwischen unterschiedlichen Programmen standardisieren. Innerhalb ähnlicher Softwaresysteme kann auch die zweite Hälfte des 8-Bit-Zahlenbereichs mit Sonderzeichen oder Blockgrafik verwendet werden. Unicode kann bei Textdateien systembedingt nicht direkt unterstützt werden. Programme, die Unicode unterstützen, müssen den Zeichensatz anhand des Textinhalts interpretieren. Fehler als vermeintliche Easter Eggs sind dabei nicht auszuschließen[Quelle?] (vgl. Microsoft Editor: Zeichenkodierungen und Zeilenendungen).
Der Befehlsumfang einfacher ASCII-Editoren ging in der Regel über das Speichern, Laden und Drucken nicht hinaus. Erweiterte Programme bieten jedoch neben Funktionen wie Textmarkierung oder das Ausschneiden, Kopieren und Versetzen von Textabschnitten an: Syntaxhervorhebung und Makroprogrammierung. Besonders komplexe Editoren wie Emacs oder Vim kommen einer modernen Textverarbeitung unter den Einschränkungen eines textorientierten Betriebssystems bereits sehr nahe und berücksichtigen die Bedürfnisse von Systemadministratoren oder Programmierern, etwa durch Verknüpfung mit Compilern und anderer externer Software.

## Hilfsmittel zur Textverarbeitung
Textverarbeitung geschieht heute meist mittels elektronischer Programme. Ein Textverarbeitungsprogramm ist ein Computerprogramm zum Verfassen von Textdokumenten. Der erstellte Text kann als Datei abgespeichert und/oder ausgedruckt werden. Der Übergang zu anderen Programmen ist fließend, da sich in vielen Textverarbeitungsprogrammen heute auch Grafiken und Tabellen einbinden lassen.
Textverarbeitungsprogramme bieten im Gegensatz zu reinen Texteditoren in der Regel erweiterte Formatierungsfunktionen an. Neben der Textüberarbeitung erhöhen Rechtschreibprüfung, Indexerstellung, Such- und Ersetzfunktionen den Nutzen für den Anwender. Formatvorlagen vereinfachen zudem eine einheitliche Gestaltung der zu veröffentlichenden Dateien, Textbausteine die Einbindung von wiederkehrenden Inhalten. Die Textgestaltung soll durch Regeln erleichtert und vereinheitlicht werden, z. B. in Deutschland durch die Schreib- und Gestaltungsregeln für die Text- und Informationsverarbeitung, DIN 5008, und in Österreich durch die ÖNORM A 1080:2007 03 01.
Der Umgang mit Computern, Betriebssystemen und in diesem Rahmen auch die Verwendung von Textverarbeitungsprogrammen und anderer Standardsoftware ist Gegenstand des Informatikunterrichts an allgemeinbildenden Schulen.
Es gibt zahlreiche Vorläufer der modernen Textverarbeitungsprogramme (siehe Geschichte). Begrifflich fällt unter Textverarbeitung auch das händische Erstellen und Bearbeiten von Texten auf Papier. Weiterhin kann der klassische Bleisatz im Druck als Textverarbeitung gelten, weil auch hier ein (auf dem Papier vorhandener) Text an ein durch Raumgliederung (z. B. Rahmen) und Bildergänzungen vorgegebenes Layout angepasst, also „verarbeitet“, wird. Auch hier ist die Textverarbeitung ein Interaktionsprozess zwischen dem Schriftsetzer und seinen Arbeitsmitteln.

### Zeichenorientierte Textverarbeitung
Die Kategorie der im Funktionsumfang erweiterten zeichenorientierten Textprogramme (Character Used Interface) verwendet ebenfalls, wie die ASCII-Editoren auch, den normierten und beschränkten ASCII-Zeichensatz als Grundlage. Die fest definierten Zeichensätze werden sowohl für die Bildschirmdarstellung als auch für den Ausdruck verwendet. Der Abstand der Zeichen untereinander ist fest vorgegeben, wie auch die Zeichen selbst statisch sind. Diese „Statik“ bedeutet, dass alle Zeichen des Zeichenvorrats vorgeformt und fertig zur Verfügung stehen. Hier liegt der große Vorteil der CUI-Programme begründet: die Arbeitsgeschwindigkeit. Da alle Zeichen in Größe und Form fertig vorliegen, bedarf es keiner ständigen Neuberechnung von deren Bildschirmdarstellung. Die Hardware-Anforderungen beim Einsatz von CUI-Programmen sind entsprechend gering. Der dadurch erkaufte Nachteil ist jedoch die heute gewünschte Darstellungsqualität, die fortwährende Ansicht als Seitenvorschau. Proportionale Schriftarten oder von der Standardschrift abweichende Größen, Schriftauszeichnungen wie fett, kursiv oder unterstrichen sowie Gestaltungselemente wie Umrahmungen werden auf dem Bildschirm nicht dargestellt und sind daher erst beim Ausdruck ersichtlich. Die hier oft überraschenden Ergebnisse führten zur Entwicklung einer Zusatzfunktion, der sogenannten Seitenvorschau. Diese Funktion schaltet von der zeichenorientierten zur grafischen Darstellung um und zeigt den Text an, wie er später auch auf dem Ausdruck zu erwarten ist. Meistens zwar ist der Textinhalt selbst nicht mehr zu lesen, jedoch sind die Proportionen, die Ränder und die Position der Grafiken zu erkennen. Einige Hersteller gingen noch einen Schritt weiter und implementierten eine Möglichkeit des Zoomens, also der Vergrößerung dieser Seitenansicht.
Der von IBM geschaffene Standard für Anwendungsprogramme prägte die weitere Gestaltung der zeichenorientierten Textprogramme. Die meisten Hersteller richteten sich an diese Konventionen der Programmierung, es entstanden die sogenannten COW-Programme. COW steht für Character Oriented Windows, also zeichenorientierte Fensterprogramme. Die Handhabung dieser Programme erfolgt unter den einheitlichen SAA-Konventionen. SAA-Programme arbeiten fensterorientiert mit Pull-Down-Menüs, Rollbalken, gesteuert mit der Alt-Taste oder der Maus. Ist die Bedienung der Oberfläche einmal erlernt, so fällt der Wechsel zu anderen SAA-Programmen leicht, da die Bedienung zumindest immer dieselbe ist.

### Grafisch orientierte Textverarbeitung
Die grafisch orientierten Programme basieren auf dem GUI, dem Graphical User Interface. Ebenfalls beruhend auf der SAA-Technik existieren hier jedoch keine „vorgefertigten“ und starren Zeichensätze mehr. Alle Zeichen sind in Form und Größe variabel. Am Bildschirm können also Formatierungen und Schriftgrößen exakt so angezeigt werden, wie sie formatiert wurden und später auch auf dem Ausdruck erscheinen. Ermöglicht wird dies durch die getrennte Handhabung von Schriftzeichen für den späteren Ausdruck zum einen und Bildschirmschriften zum anderen. Der Preis hierfür ist jedoch ein enormer Rechenaufwand für die ständige Aktualisierung und Neuberechnung der Bildschirmanzeige. Wichtig geworden sind deshalb neben der reinen Prozessorleistung des Rechners Komponenten wie die Grafikkarte und der Bildschirmspeicher. Bauteile, über die sich in den Zeiten ohne Windows für die Textverarbeitung wohl keiner größere Gedanken machte. Die Entwicklung geht sogar so weit, Grafikkarten mit eigener Prozessorleistung auszustatten, um den Hauptprozessor beim rechenintensiven Bildschirmaufbau zu unterstützen. Die Bezeichnung „Windows-Karten“ bringen deutlich zum Ausdruck, dass erst die grafische Oberfläche zur Einführung solcher Komponenten geführt hat.
Die Druckdarstellung geht jedoch noch weit über die 1:1-Darstellung von Zeichen hinaus. Auch eingebundene Grafiken, Tabellen oder Formeln werden natur- und druckgetreu angezeigt. Die Bildschirmanzeige selbst kann obendrein von der 100-%-Ansicht stufenlos verkleinert oder vergrößert werden. Alle Proportionen bleiben dabei selbstverständlich erhalten, wofür wieder die separaten Bildschirmschriften Sorge tragen.
Das Hauptmerkmal grafisch orientierter Textverarbeitungsprogramme im Vergleich zu zeichenorientierter Software ist die bereits oben genannte Fähigkeit, das ganze Dokument so darzustellen, wie es auf dem Drucker ausgegeben wird. Das Druckergebnis soll also exakt dem entsprechen, was auf dem Bildschirm zu sehen ist (WYSIWYG, What You See Is What You Get). Oder anders ausgedrückt: Alles, was und wie man es auf dem Bildschirm sieht, soll auch genauso ausgedruckt werden. Des Weiteren ist eine möglichst vollständig integrierte Mausbenutzung zu realisieren. Neuere Techniken wie das Drag and Drop oder die Icons zum Schnellaufruf wichtiger Befehle gehen eindeutig in diese Richtung. Weitere Anforderungen betreffen die sonst nur schwachen oder gar nicht vorhandenen Bereiche der Tabellenerstellung und der Grafikeinbindung.

## Dateiformate
Jedes Textverarbeitungsprogramm hat bis jetzt noch sein eigenes Dateiformat für die Speicherung von Dokumenten. Eine gewisse Standardisierung ist durch das Rich Text Format erreicht worden, mit dem aber die Einheitlichkeit des Layouts auf verschiedenen Rechnern nicht gewährleistet ist.
Im Moment wird an der Standardisierung von Dateiformaten durch XML gearbeitet. Nachdem die Autoren von KOffice seit Projektbeginn 1998 auf ein XML-Format vertraut hatten, legte OpenOffice.org 2002 mit seinen auf XML basierenden Dateiformaten ein besser spezifiziertes Format vor. Aufgrund einiger Unterschiede in den Implementierungen kam es jedoch nie zur Übernahme des jeweils anderen Formats.
Das könnte sich künftig ändern: Die Organisation OASIS spezifizierte das offene Austauschformat OpenDocument. Dieses Format basiert auf dem OpenOffice.org-Dateiformat und wird inzwischen von Apache OpenOffice, StarOffice, KOffice, Microsoft Word für Windows, AbiWord und TextMaker in den aktuellen Versionen unterstützt. Es wurde von Mitarbeitern der Firma Sun Microsystems und KOffice-Entwicklern entwickelt und ist seit seiner Verabschiedung im Jahr 2006 ein quelloffener Standard.
Eines der am weitesten verbreiteten Dokumentenformate zum Austausch von Dokumenten, die nicht zur weiteren Bearbeitung vorgesehen sind, ist PDF. Dieses wird als ergänzendes Standardformat von immer mehr Textverarbeitungsprogrammen oder als separater virtueller Druckertreiber als Exportfunktion (d. h. zum Speichern) angeboten. Das PDF-Format kann unter den meisten gängigen Betriebssystemen (darunter auch einige ältere Versionen) eingelesen werden und behält dabei das Aussehen. Die programm- und betriebssystemunabhängige Layouttreue wird allerdings mit einer Vielzahl zusätzlicher Formatierungsmerkmale „erkauft“, die die Weiterverarbeitung erschweren. Ein Export der Texte in plattformunabhängige HTML ist ebenfalls bei manchen Programmen möglich.

## Textverarbeitungsprogramme und Klassifizierungen
Textverarbeitungsprogramme können nach unterschiedlichen Kriterien voneinander unterschieden und klassifiziert werden:
- Nach der Komplexität (vom einfachen Texteditor bis zum funktionsreichen Office-Paket)
  - theoretisch möglich ist die (zusätzliche oder alleinige) Klassifizierung nach Text- oder Grafikorientierung
- Nach Verwendungszweck (z. B. Textverarbeitungsprogramme für Briefe, DTP-Programme zur Layouterstellung)
- Nach Plattformunterstützung (nur bedingt sinnvoll, da viele Programme für mehrere Betriebssysteme und mehrere Prozessorplattformen erhältlich sind)
  - in Abhängigkeit davon nach zeitgeschichtlicher Bedeutung, um Programme einer Zeitepoche und ihren typischen Zeichensätzen oder Softwarefamilien zuordnen zu können
- Nach Zielgruppen (Unterstützung von bestimmten Sprachen oder Zeichensätzen, Wörterbuchsprachen, barrierefreien Hilfsmitteln wie Screenreadern, Benutzerführung für Kinder usw.)
- Nach Entwicklungsbasis, um beispielsweise Abspaltungen einer gemeinsamen Entwicklungsbasis zuordnen zu können (z. B. OpenOffice.org als Basis von LibreOffice)
- Nach Unterstützung bestimmter Datei- oder Hypertextformaten, um beispielsweise Kompatibilitäten und Konvertierungsmöglichkeiten bestimmen zu können
- Nach Lizenzierung (z. B. Freeware oder Kaufprogramme)

In der Praxis lassen sich viele Programme in jedem dieser Klassifizierungsmodelle mehreren Gruppen zuordnen, da die Softwarehersteller versuchen, einen möglichst großen Nutzerkreis anzusprechen. Die Unterstützung ist je nach Verwendungszweck höchst unterschiedlich. Viele Programme unterstützen beispielsweise nur Windows und macOS, im Bereich freier Software teilweise auch Linux, manchmal sogar exklusiv. Die Firma Sun Microsystems erwarb StarOffice, um ein Programm für ihr Betriebssystem Solaris anbieten zu können. Umgekehrt unterstützen einzelne Hardwaresysteme nur bestimmte Textverarbeitungsprogramme. So steht beispielsweise für Blindenschrift eine Brailleschrift im Unicode-Standard (UTF-8) zur Verfügung, Blinde sind jedoch von der Benutzung von Textverarbeitungsprogrammen weitgehend ausgeschlossen und auf die Verwendung von Punktschriftmaschinen angewiesen. Sehenden stehen zur Druckerstellung in Brailleschrift einige wenige Plug-in-Programme zur Verfügung, die sich meist auf die Unterstützung von Microsoft Word unter Windows beschränken und z. B. beim Bedrucken von Schwellpapier eine zusätzliche Anpassung von Druckertreibern erfordern.

## Kritik
Mit der Verbreitung von Textverarbeitungsprogrammen nahm auch die Kritik an ihnen zu. Das Verfassen am Bildschirm könne dazu führen, dass man einen geringen Überblick über den Text habe. Der Autor Stefan Weber spricht von einer „Textkultur ohne Hirn“. Texte würden nicht mehr selbst erstellt und durchdrungen (und auch kaum noch gelesen), sondern mittels Kopieren und Einfügen zusammengesetzt. Dieses Phänomen zeige sich besonders bei ergoogelten Plagiaten.